# The Blue Dahlia
The Blue Dahlia é um filme estadunidense de 1946 do gênero Policial em estilo noir, dirigido por George Marshall. O roteiro é de Raymond Chandler, famoso escritor de histórias policiais. O filme foi a terceira vez que o casal de atores Alan Ladd e Veronica Lake trabalharam juntos.

## Elenco
- Alan Ladd…Johnny Morrison / Jimmy Moore
- Veronica Lake…Joyce Harwood
- William Bendix…Buzz Wanchek
- Howard Da Silva…Eddie Harwood
- Doris Dowling…Helen Morrison
- Hugh Beaumont…George Copeland
- Tom Powers…Capitão Hendrickson
- Hugh Beaumont…George Copeland
- Howard Freeman…Corelli
- Don Costello…Leo
- Will Wright…Dad Newell
- Frank Faylen
- Walter Sande

## Sinopse
O capitão da aviação naval Johnny retorna da guerra juntamente com seus dois camaradas, Buzz e George. Separando-se deles para voltar para a sua esposa Helen, Johnny a encontra alcoólica e com um caso extraconjugal. Mesmo assim tenta continuar com ela, mas resolve abandoná-la quando a ouve dizer que mentiu sobre a morte do filho pequeno de ambos. Tentando sair da cidade sob uma forte chuva, ele encontra Joyce, que não sabe quem ele é. Johnny também não sabe que ela é a ex-esposa de Eddie, um dos donos da boate "Dália Azul" e o homem que tem um caso com Helen.
Johnny e Joyce começam um romance, que é interrompido quando Johnny ouve no rádio sobre a morte de Helen. Imediatamente ele vai atrás do ex-marido de Joyce a quem julga ser o assassino, mas sua busca é dificultada por ter os gângsters cúmplices de Eddie e toda a polícia de Los Angeles atrás dele.

## Indicações
- Indicado ao Oscar de melhor roteiro original, Raymond Chandler; 1947.